# Ommatoiulus fuentei
Ommatoiulus fuentei är en mångfotingart som först beskrevs av Henri W. Brölemann 1920.  Ommatoiulus fuentei ingår i släktet Ommatoiulus och familjen kejsardubbelfotingar. Inga underarter finns listade i Catalogue of Life.